# فلس ام واگرام
فِلس ام واگرام (به آلمانی: Fels am Wagram) یک منطقهٔ مسکونی در اتریش است که در ناحیه تولن واقع شده‌است. فلس ام واگرام ۲۹٫۵ کیلومتر مربع مساحت دارد ۲۰۸ متر بالاتر از سطح دریا واقع شده‌است.